# Verkamannafylkingin
Die Verkamannafylkingin (übersetzt etwa Arbeiterfront oder Arbeiterunion) war eine sozialdemokratische Partei auf den Färöern. Die Partei wurde während der Wirtschaftskrise Anfang der 1990er Jahre von unzufriedenen Wählern des Javnaðarflokkurin gegründet und trug den Parteibuchstaben I. Sie löste sich 2001 auf.

## Geschichte
Vor allem durch Initiative der Gewerkschaftsführerin Ingeborg Vinther kam es während der schweren Finanz- und Wirtschaftskrise, die die Färöer in der ersten Hälfte der 1990er Jahre erfasste, zur Bildung einer Protestpartei von unzufriedenen und enttäuschten Wählern des Javnaðarflokkurin. Die Partei trat bei der Løgtingswahl 1994 als Verkamannafylkingin an und konnte mit 9,5 Prozent der Stimmen (2.421 Wählerstimmen) drei Sitze erringen. Abgeordnete waren Ingeborg Vinther, Óli Jacobsen und Kristian Magnussen. Dieser Sitzgewinn ging zum größten Teil auf Kosten des  sozialdemokratischen Javnaðarflokkurin, dessen Abgeordnetenzahl sich nach dieser Wahl von zehn auf fünf halbierte. 
Die Arbeiterfront-Partei Verkamannafylkingin trat in die Viererkoalition der Landesregierung Edmund Joensen I (1994–1996) ein und erhielt die Aufgabenbereiche Industrie, Handel, Arbeit, Landwirtschaft und Versicherungen/Polizei/Justiz mit Óli Jacobsen als Minister. Auch in der Viererkoalition der zweiten Landesregierung  von Edmund Joensen (1996–1998) war die Partei vertreten. Axel H. Nolsøe wurde Minister für Soziales, Gesundheit, Arbeit und Versicherungen/Polizei/Justiz.
Die Partei kehrte jedoch nach der Løgtingswahl 1998 nicht ins Parlament zurück und löste sich 2001 auf. Ein Teil der Mitglieder schloss sich wieder dem Javnaðarflokkurin an.